# حمود السعدي
حمود السعدي (26 يناير 1992 بمسقط في سلطنة عمان - ) هو لاعب كرة قدم عماني في مركز الهجوم. شارك مع منتخب عمان تحت 23 سنة لكرة القدم ومنتخب عمان لكرة القدم. أما مع النوادي، فقد لعب مع نادي السويق ونادي ظفار.

## وصلات خارجية
- حمود السعدي على موقع الاتحاد الدولي (مؤرشف)  (الإنجليزية)
- حمود السعدي على موقع قاعدة بيانات كرة القدم.إي يو (الإنجليزية)
- حمود السعدي على موقع ناشيونال فوتبول تيمز (الإنجليزية)
- حمود السعدي على موقع Soccerway.com (الإنجليزية)